# Рыженко, Леонид Петрович
Леонид Петрович Рыженко (1903, село Чечерский, теперь Рогачёвского района Гомельской области, Республика Беларусь — 30 ноября 1979, Киев) — украинский советский деятель, министр мясной и молочной промышленности УССР. Депутат Верховного Совета УССР 7-го созывов. Кандидат в члены ЦК КПУ в 1966-1971 г.

## Биография
Трудовую деятельность начал в 1916 году батраком.
Член ВКП(б) с 1923 года.
В 1921 — 1929 г.  — на комсомольской работе на Херсонщине, Николаевщине и Одесской области.
Образование высшее. В 1933 году окончил Ленинградский технологический институт холодильной промышленности.
В 1933 — 1956 г.  — директор холодильника в городе Харькове, главный инженер Главного управления холодильной промышленности, главный контролер Министерства Государственного Контроля СССР, заместитель министра мясной и молочной промышленности СССР; начальник Головхолода Министерства внешней и внутренней торговли СССР, 1-й заместитель министра и член коллегии Министерства промышленности мясных и молочных продуктов СССР.
8 августа 1956 — 1957 г.  — министр промышленности мясных и молочных продуктов Украинской ССР.
22 июля 1957 — 1959 г.  — начальник отдела промышленности мясных и молочных продуктов Государственной плановой комиссии Украинской ССР — министр Украинской ССР. В 1959 — 1965 г.  — начальник отдела планирования пищевой промышленности Государственной плановой комиссии Украинской ССР.
23 октября 1965 — 12 августа 1970 г.  — министр мясной и молочной промышленности Украинской ССР.
С августа 1970 года — на пенсии.

## Награды
- орден Ленина
- орден Октябрьской Революции
- три ордена Трудового Красного Знамени
- орден Знак Почёта
- медали
- Почётная грамота Президиума Верховного Совета Украинской ССР